# Stadskunukuhuis Oranjestad

Abelardo Henriquez Haus um 1900 vor dem Umbau

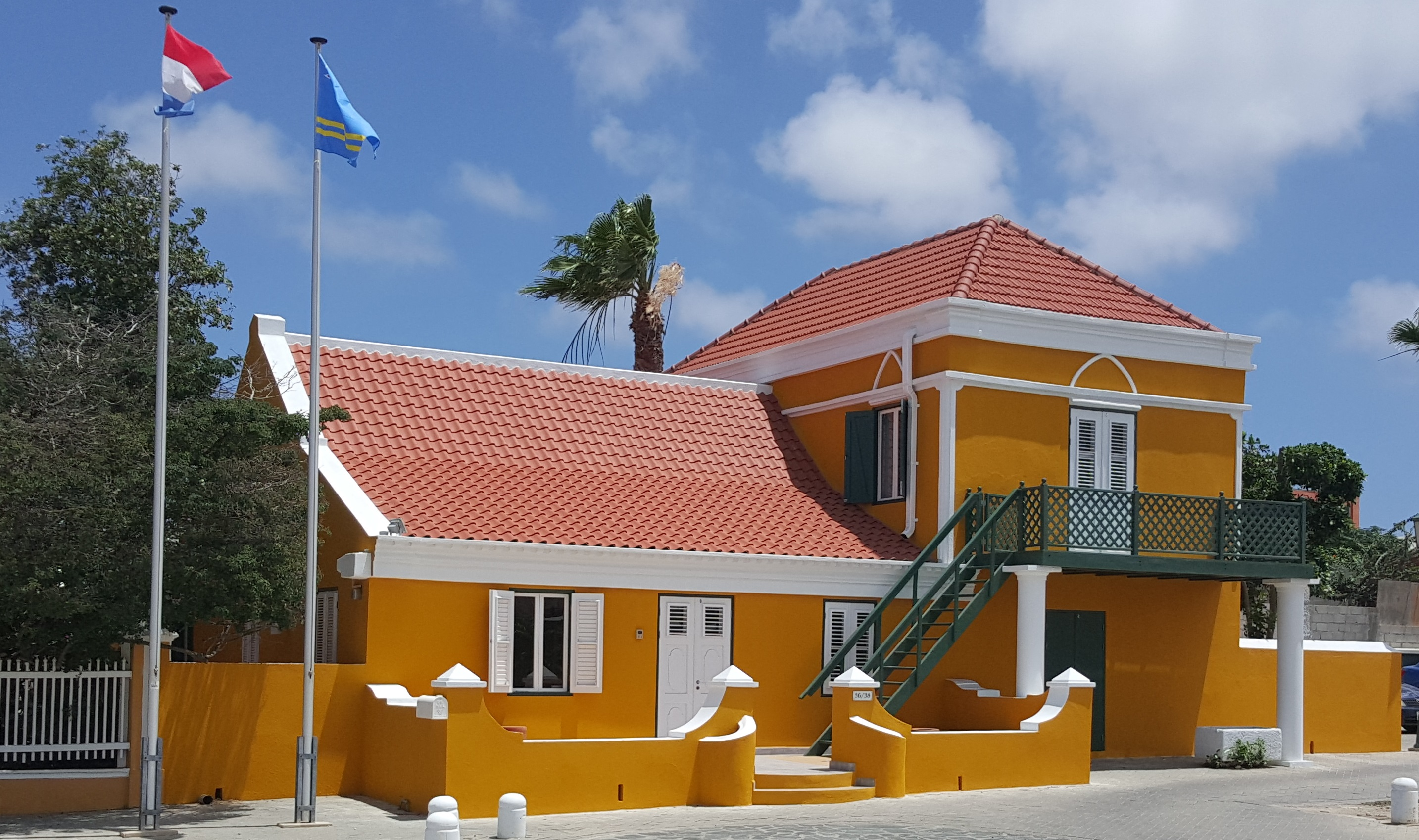
Nach der Restaurierung

Das Stadskunukuhuis Oranjestad, welches auch als Henriquez Pand bekannt ist, ist ein ehemaliges Kaufmannshaus in der Hauptstadt Oranjestad auf Aruba.

## Geschichte
Das im Volksmund früher „Casa de la Municipalidad“ genannte Anwesen in Schelpstraat 36-38 wurde im Auftrag des Reeders und Kaufmann Abelardo Henriquez (1875–1956) umgebaut. Nach dem Tod des Reeders wurde die Lagerhalle einige Jahre als Stadskunukuhuis (Gemeindesaal) genutzt.
Das Anwesen besteht aus zwei aneinander gefügten Baueinheiten, einem Lagerhaus aus dem 19. Jahrhundert und einem Wohnhaus, das in der ersten Hälfte des 20. Jahrhunderts an die bestehenden Lagerhalle angebaut wurde. 1997 wurde die Anlage unter Denkmalschutz gestellt und in der Lijst van monumenten op Aruba unter der Nummer 01-015 registriert.
Das Anwesen wurde restauriert und 2002 fertiggestellt und wird nun vom Denkmalamt als Bürogebäude (Monumentenbureau Aruba) genutzt.